# South Ayrshire
South Ayrshire (gael. Siorrachd Inbhir Àir a Deas) – jednostka administracyjna (council area) w południowo-zachodniej Szkocji, w południowej części historycznego hrabstwa Ayrshire, położona nad zatoką Firth of Clyde. Zajmuje powierzchnię 1222 km², a zamieszkana jest przez 112 980 osób (2011). Ośrodkiem administracyjnym jest Ayr.

## Zabytki
- Zamek Culzean, Maybole